# 6th Airborne Division

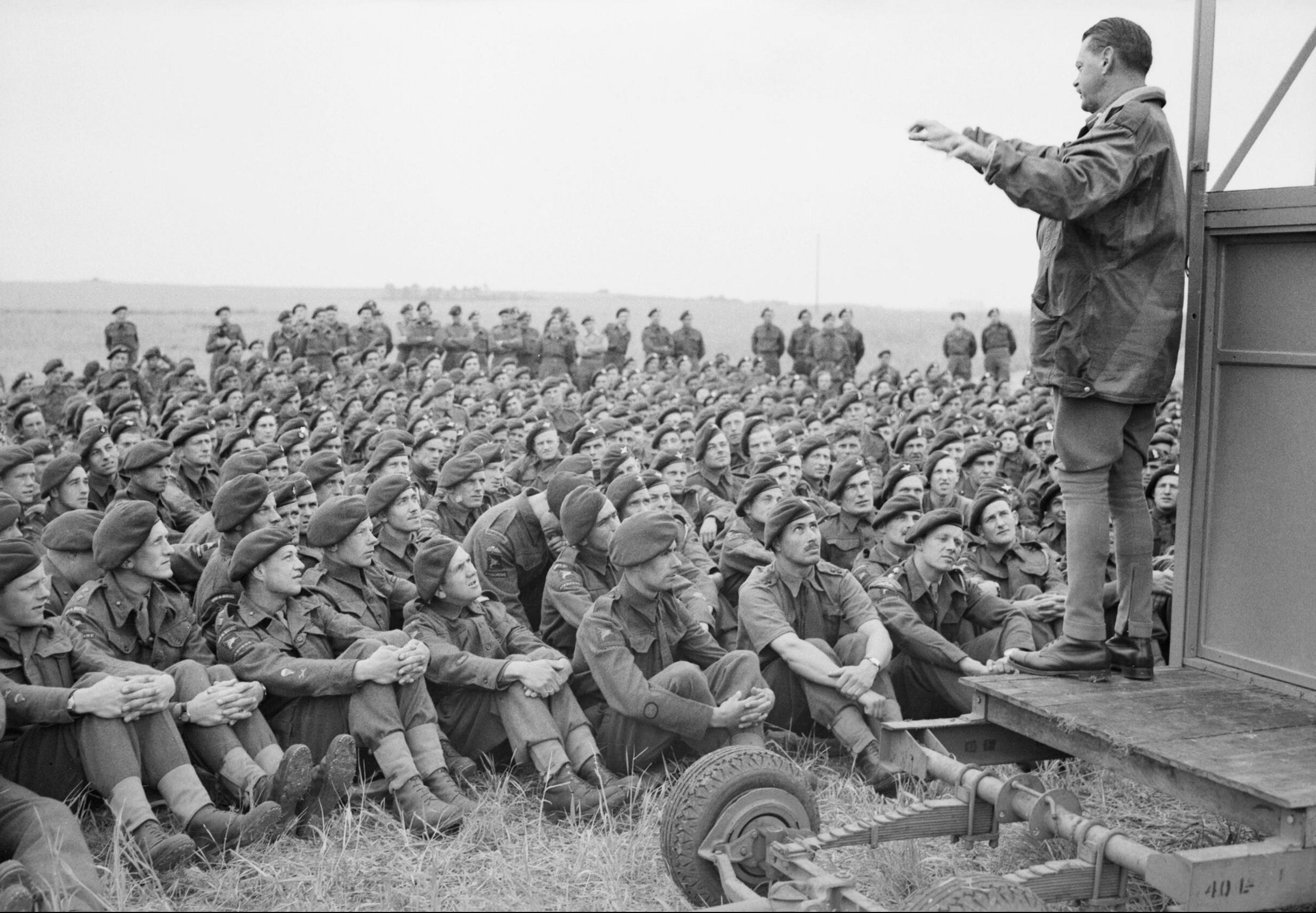
Richard Gale gibt der britischen 6th Airborne Division Anweisungen für die Operation Tonga

Die 6th Airborne Division (deutsch 6. Luftlandedivision) war eine Luftlandedivision der British Army, die im Zweiten Weltkrieg gebildet wurde und bis 1948 bestand.
Die Division wurde am 3. Mai 1943 im Vereinigten Königreich aufgestellt und bestand aus Fallschirmjäger- und Gleiter-Einheiten. Die Nummer 6 wurde gewählt, um den Eindruck vorzutäuschen, es gäbe fünf weitere Luftlandedivisionen. Tatsächlich gab es nur zwei – die 1st Airborne und die 6th Airborne Division. Berühmte Angehörige der Division waren der Major John Howard, der Lieutenant-Colonel (Oberstleutnant) Terence Otway, der Lieutenant John Hollington Grayburn, sowie der Lieutenant Den Brotheridge, der erste gefallene alliierte Soldat am D-Day.
Die Division eroberte 1944 während der Operation Tonga Schlüsselstellungen bei der Landung in der Normandie, kämpfte während der Schlacht in den Ardennen und nahm im März 1945 an der Überquerung des Rheins teil. Nach dem Krieg waren die Angehörigen der Division unter anderem in Palästina eingesetzt.

## Geschichte

### Zweiter Weltkrieg

#### Gliederung
- 3. Fallschirmjäger-Brigade
  - 1. kanadisches Fallschirmjäger-Bataillon
  - 8. (Midlands) Fallschirmjäger-Battalion
  - 9. (Eastern and Home Counties) Fallschirmjäger-Battalion
- 5. Fallschirmjäger-Brigade
  - 7. (Light Infantry) Fallschirmjäger-Battalion
  - 12. (Yorkshire) Fallschirmjäger-Battalion
  - 13. (Lancashire) Fallschirmjäger-Bataillon
- 6. Luftlande-Brigade mit
  - 2. Bataillon Ox and Bucks
  - 1. Bataillon Ulster Rifles
  - 12. Battalion Devonshire Regiment
- 6. Luftlande-Aufklärungsregiment gepanzert
- 53rd (Worcester Yeomanry) Luftlande-Gleiterregiment

Divisionstruppen
- Royal Artillery
  - 21. Selbständige Fallschirmjäger-Pfadfinder-Kompanie
  - Stab und Stabskompanie Division

#### D-Day

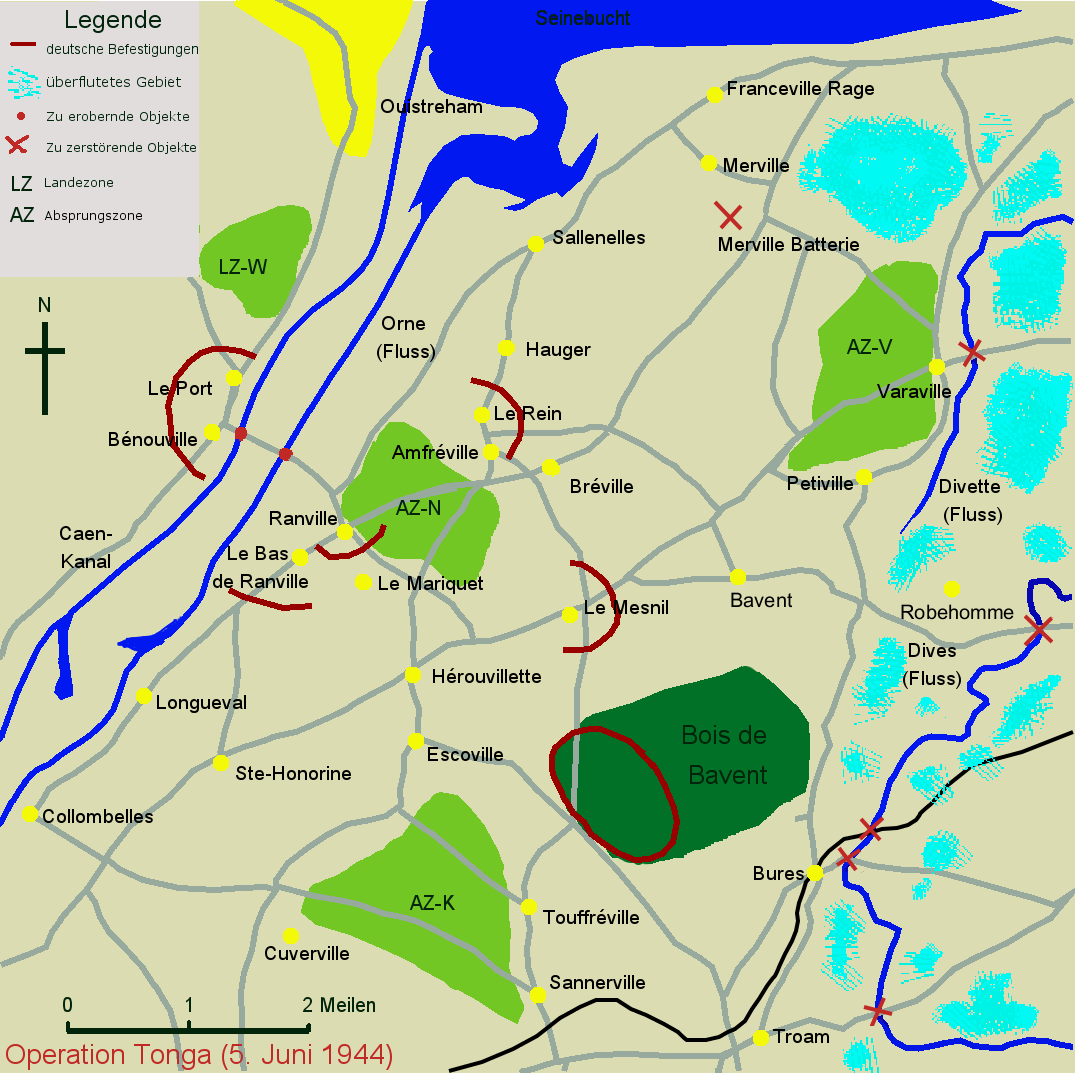
Karte der Operation Tonga bzw. der Landungen hinter dem Strandabschnitt Sword

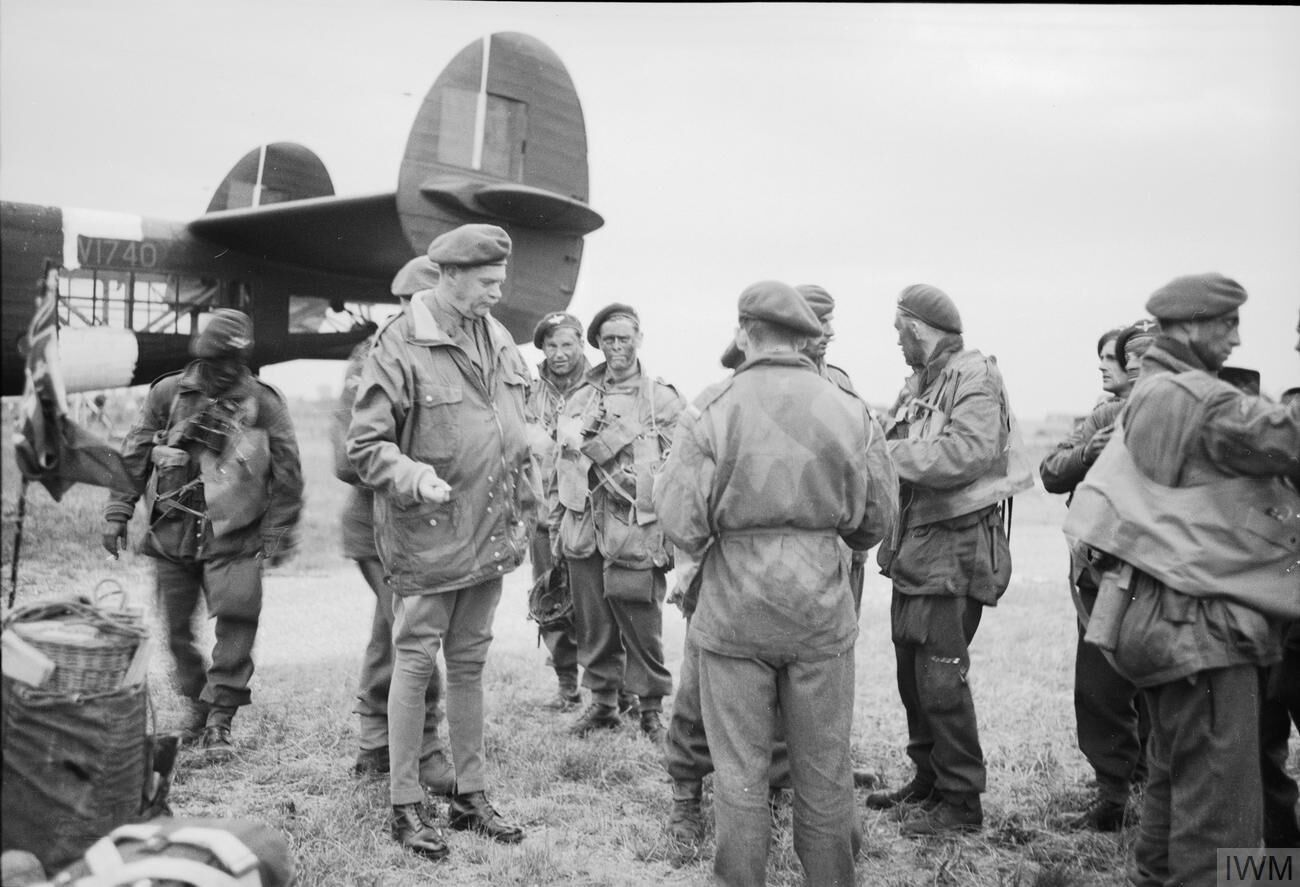
Major General Gale spricht mit Männern der 5. Fallschirmjägerbrigade einen Tag vor dem D-Day

In den letzten Stunden des 5. Juni 1944 landeten Einheiten der Division, die mit Flugzeugen und Gleitern transportiert worden waren, im Verlauf der Operation Tonga, in der Normandie, hinter dem Strandabschnitt Sword, an dem am Folgetag, dem 6. Juni, dem D-Day, britische Truppen landen sollten. Die Aufgabe der britischen 6th Airborne Division war es, die östliche Flanke der am 6. Juni landenden Truppen zu sichern. Hierzu gehörte unter anderem die Eroberung der Pegasus- und der Horsabrücke, die ein Teil der D-Kompanie, unter dem Kommando von Major John Howard, zu erfüllen hatte, und die Zerstörung der Artilleriebatterie bei Merville, die dem 9th Battailon, unter dem Befehl von Lieutenant-Colonel (Oberstleutnant) Terence Otway, übertragen worden war. Die zwei Einheiten, die diese Aufgaben auszuführen hatten, waren einige der ersten Einheiten, die in der Normandie gelandet sind. Am Morgen des 7. Juni, um ca. 13.00 Uhr, stieß die 1. Commandobrigade unter Lord Lovat zu Howards Truppen vor. Obgleich die Landungen umfangreich erprobt worden waren, wurden viele Einheiten in der Normandie verstreut. Die Gegend der Pegasus- und Horsabrücke wurde erfolgreich gegen die Deutschen verteidigt, bis die alliierten Truppen, nachdem die Deutschen viele Gegenangriffe gestartet hatten, am Abend des 6. Juni von Teilen der britischen 3rd Infantry Division entlastet wurden.
Am 12. Juni bombardierte die britische Artillerie während des Angriffes auf Bréville selbiges. Dabei traf eine Granate eine Gruppe britischer Offiziere. Der Lieutenant-Colonel (Oberstleutnant) Johnny Johnson wurde getötet und der Brigadier Kindersley und Lord Lovat wurden schwer verletzt.
Von Juni bis August verteidigte die Division erfolgreich die Gegend im Osten des Flusses Orne. Am 2. August 1944 wurde die 6th Airborne Division Teil der alliierten 1st Allied Airborne Army. Mitte August nahm die Division am Vorstoß in Richtung Seine teil und kehrte früh im September 1944 ins Vereinigte Königreich zurück, um sich zu erholen und wieder zu sammeln. Die Division hatte 4000 Männer verloren, die entweder tot, verwundet oder vermisst waren.

#### Die Schlacht in den Ardennen

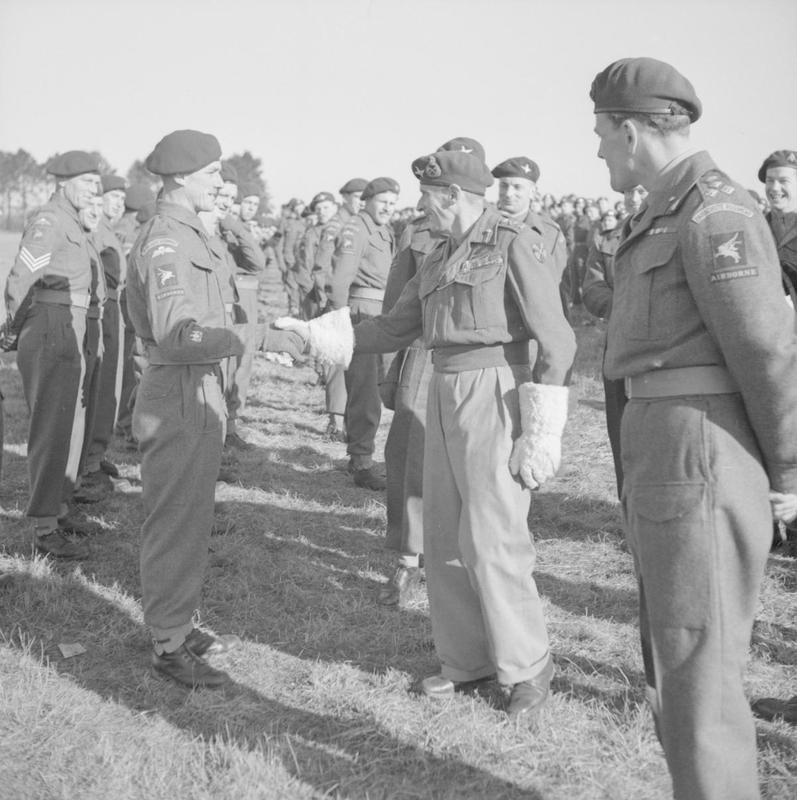
Montgomery inspiziert das 8. Fallschirmjägerbataillon der Division am 8. März 1944 in Bulford

Am 16. Dezember 1944 starteten die Deutschen die Ardennenoffensive, einen letzten Angriffsversuch gegen die Alliierten in den Ardennen. Die 6th Airborne Division drängte, kurz nachdem sie geholfen hatte, den Angriff abzuwehren, nach Belgien. Die Kämpfe dauerten bei sehr schlechten Wetterbedingungen bis Mitte Januar 1945 an.

#### Die Überquerung des Rheins
Am 24. März 1945 nahm die Division an der Luftüberquerung des Rheins (Operation Varsity) teil, die einen Tag nach der Überquerung des Rheins durch Bodentruppen (Operation Plunder) stattfand. Allerdings hatten die Deutschen die Division erwartet, was dazu führte, dass die Division schwere Verluste in der Luft und auf dem Boden erlitt. Die Operation war dennoch ein Erfolg, jedoch teuer erkauft. Danach stieß die 6th Airborne Division Richtung Nordosten zur Ostsee vor, bis sie am 2. Mai 1945 am östlichen Stadtrand der Hafenstadt Wismar auf Einheiten der Roten Armee traf.

#### Kriegsende
Am 8. Mai 1945 endete der Zweite Weltkrieg in Europa mit der bedingungslosen Kapitulation der Wehrmacht. Für Teile der Division ging der Krieg jedoch andernorts weiter. Die 5th Parachute Brigade wurde im Juli 1945 mit der Absicht, den Rest der Division folgen zu lassen, in den Fernen Osten geschickt, um am Feldzug gegen die Japaner teilzunehmen. Nach den Atombombenabwürfe auf Hiroshima und Nagasaki im August 1945 sah Japan keinen Ausweg mehr, als die bedingungslose Kapitulation. Am 15. August kapitulierte Japan und am 2. September endete der Zweite Weltkrieg offiziell mit der Unterzeichnung der japanischen Kapitulation.

### Nachkriegszeit
Durch das Ende des Krieges kam es nicht mehr zu einem Kampfeinsatz im fernen Osten. Die 5. Brigade tat ihren Dienst noch in Operationen in Malaysia und Singapur, um die japanischen Streitkräfte zu entwaffnen. Danach ging die Brigade nach Java, wo sie blieb, bis 1946 die Königliche Niederländische Armee die Insel erreichte.
Die Division wurde dann nach Palästina verlegt, wo sie für die interne Sicherheit sorgen sollte. Sie bezog ihr Hauptquartier im Beit Hadar in Tel Aviv und als Mannschaftsunterkünfte die eben von der Women’s Auxiliary Air Force geräumte Militärbasis am Bahnhof Raʾs al-ʿAin. Die 6th Airborne Division verblieb in der Basis bis zum April 1948, als die Division aufgelöst wurde. In Palästina kamen insgesamt 58 Männer ums Leben. Weitere 236 Männer wurden während der Stationierung in Palästina verwundet. In den Gebäuden der Basis wurde 1949 eine Übergangsstelle (מַעְבָּרָה Maʿabbarah) zur Aufnahme jemenitischer Flüchtlinge eingerichtet, aus der die heutige Stadt Rosch haʿAjin hervorging.

## Insignia

Schulterstück der 6th Airborne Division.

Das Schulterstück der 6th Airborne Division (sowie das der 1.) wurde vom Major E. Seago erstellt und im Mai 1942 eingeführt. Es bestand aus einem rotbraunen Viereck mit einem himmelblauen geflügelten Pferd, dem mythischen Pegasus, in der Mitte.

## Kommandeure
- Richard Gale (7. Mai 1943)
- Eric Bols (8. Dezember 1944)
- James Cassels (1946)
- Hugh Stockwell (August 1947)

## Verfilmungen
- Die Rolle der Division während der Operation Tonga wird im Kriegsfilm Der längste Tag von 1962 dargestellt.